# Erik Ohlsson

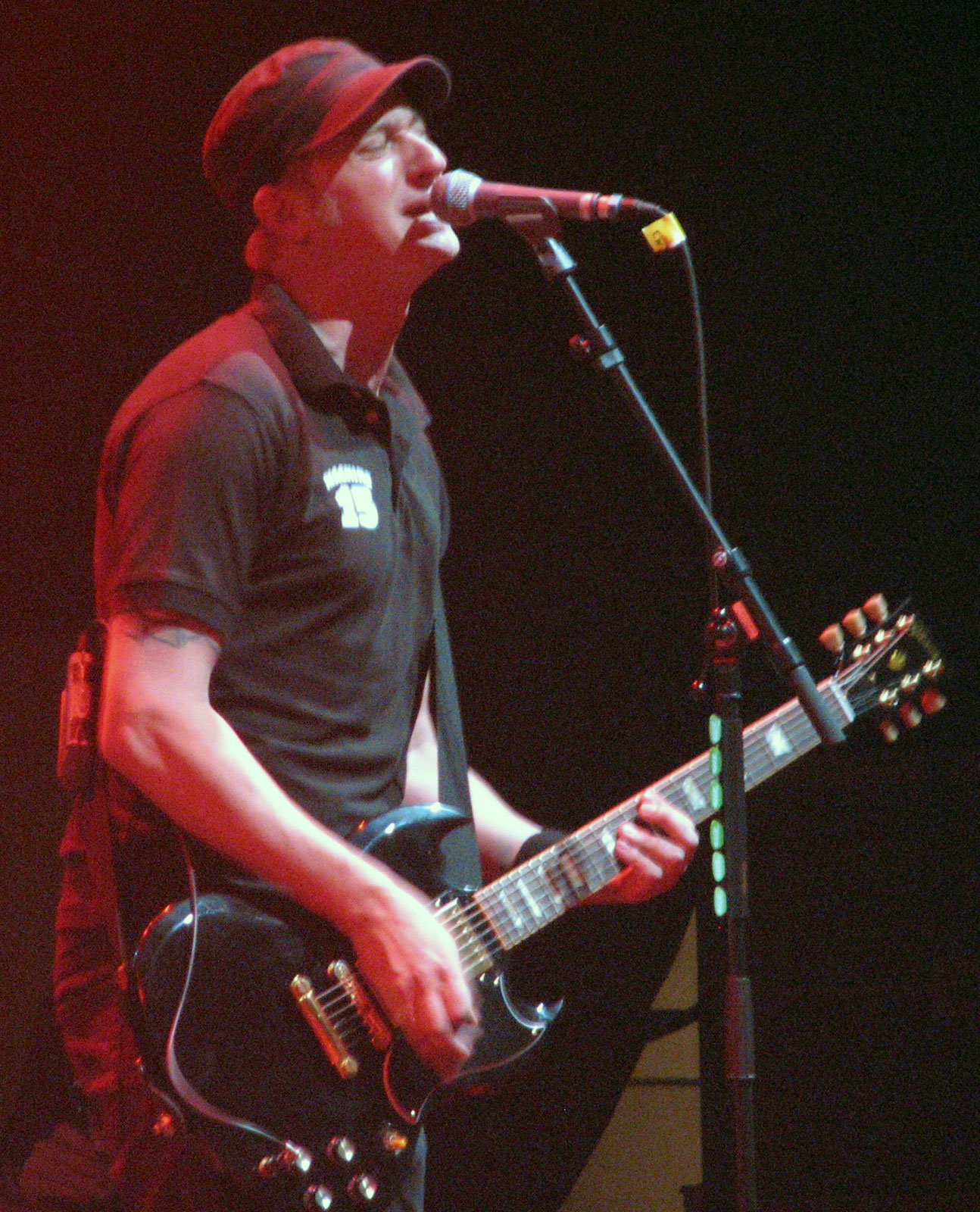
Erik Ohlsson

Erik Ohlsson, (nascido em 2 de Julho de 1975, em Örebro na Suécia), é o Guitarrista Solo do Millencolin, uma banda sueca de hardcore melódico que toca canções em Inglês. Atualmente mora em Örebro, Suécia.
Ele faz toda a arte gráfica do Millencolin, isto inclui desenhos de camisetas, capas de CDs, logotipos e o site oficial. Ele também trabalha como Designer Gráfico freelance fazendo todo tipo de coisa para a Eckhouse Design quando tem tempo para isso. Além disso ele grava e edita vídeos. O vídeo-clip de Kemp foi feito por ele usando Computação Gráfica. Além de tudo, ele é um grande skatista.